# Elektronium
Das Elektronium (öfters auch in der Schreibweise Electronium) ist ein elektronisches Musikinstrument in der Art eines Keyboards in der Form eines Akkordeons. Es gab auch eine Version in der Bauart eines verkürzten Pianos, das „Elektronium P“. Das Instrument darf nicht mit dem Electronium von Raymond Scott verwechselt werden.
Das Elektronium wurde Mitte des letzten Jahrhunderts von Rene Seybold aus Straßburg entwickelt und seit 1952 von Hohner vertrieben. Das Instrument gehört zur Standardausrüstung eines Akkordeonorchesters, zu dessen klanglicher Erweiterung es dient. Äußerlich sieht es aus wie ein normales Akkordeon mit der üblichen Tastatur auf der rechten Seite, jedoch ohne Bassknöpfe auf der Begleitseite. Darüber, wo auch beim normalen Akkordeon die Registerknöpfe sitzen, befindet sich eine lange Knopfreihe zur Auswahl von Klangfarben wie „Klarinette“, „Oboe“, „Fagott“ usw. Weiter verfügt das Instrument über drei Speicherknöpfe und einen Hebel zur Oktavumschaltung mit drei Stellungen (hoch – mittel – tief).
Über die Jahrzehnte hat das Instrument technologisch etliche Änderungen durchlebt. Die ersten Ausgaben waren noch Röhrengeräte, später folgten modernere Varianten mit Transistoren. Die neueste Generation bedient sich der Sampling-Technologie. Mit dem Technologiewechsel war auch eine Änderung bei den Klangfarben verbunden. Aktuelle Geräte können sowohl die alten Röhren-Elektroniumklänge als auch gesamplete Klänge wiedergeben. Die Balg-Dynamikumsetzung wirkt sich hierbei sowohl auf die Lautstärke wie auch auf die Klangfarbe selbst und das Ansprechverhalten aus. Anders als beim Akkordeon werden im Elektronium selbst keine Töne erzeugt. Es ist an ein Soundmodul angeschlossen, das den gewünschten Ton generiert und an einen Verstärker weitergibt.

## Aufbau

### Register
Die Klangfarben ähneln einem Keyboard, sie reichen von Fagott über Pauke bis zur Gitarre. Es gibt zwar weit mehr Registerknöpfe als bei einem Akkordeon, aber zusätzlich bietet jeder Knopf Zugang zu mehreren (meist acht) Registern, die durch mehrfaches Drücken angewählt werden.

### Speichertasten
Um das Mehrfachdrücken während des Spiels zu umgehen, lässt sich jedes Register einem der drei Speicher frei zuordnen und anschließend mit einfachem Knopfdruck abrufen. Dieses Programmieren kann auch während des Spiels erfolgen. Da die linke Hand keine Töne zu spielen hat, kann der Spieler anschließend im Bruchteil einer Sekunde auf ein Register umschalten, ohne dessen Registertaste mehrmals drücken zu müssen.

### Oktavenhebel
Mit dem Oktavenhebel kann man schnell und unkompliziert die Tonlage verändern. Es gibt drei Einstellungen: hoch, mittel und tief. So muss man mit der Hand nicht so weit springen und erreicht Töne in Höhen und Tiefen, die sonst nicht erreichbar wären. Der Oktavenhebel befindet sich neben den Speichertasten und kann auch sehr schnell von der linken Hand bedient werden.

### Balg
Auch das Elektronium besitzt einen Balg, der zur Tonerzeugung jedoch nicht gezogen oder gedrückt werden muss. Er dient lediglich zur Lautstärkeregulierung. Je weiter der Balg geöffnet ist, desto lauter ist der Ton. Je weiter er geschlossen ist, desto leiser ist der Ton. Man kann ihn mit einem Lautstärkepedal vergleichen.

## Verwendung
Viele Kompositionen für Akkordeonorchester haben eine oder manchmal sogar mehrere Stimmen explizit für Elektronium. Obwohl das Instrument in Akkordeonorchestern sehr verbreitet ist, wird es als Soloinstrument selten verwendet. Ein Beispiel ist aber Sonata bukolika von Gerbert Mutter für Elektronium und Klavier.